# Bósy Anna
Bósy Anna (Székelybós, 1937. január 1. – Temesvár, 2014. június 16.) erdélyi magyar színésznő, Fábián Ferenc színész felesége.

## Életpályája
1961-ben végzett a marosvásárhelyi Szentgyörgyi István Színművészeti Intézet színész szakán, majd a szatmárnémeti Északi Színházhoz szerződött. 1964-től haháláig a temesvári Csiky Gergely Állami Magyar Színház kiemelkedő, tehetséges és oszlopos tagja volt.
2011-ben a Marosvásárhelyi Művészeti Egyetem vezetősége Aranydiplomával tüntette ki az egykori tanítványt, ezzel  tisztelegve az akkor már 50 éve a pályán levő színésznő előtt. A korabeli kritikák és a szakma korának egyik legfinomabb és „legelőnyösebb megjelenésű” színésznőjeként tartotta számon.
Főiskolás korától kezdve közel száz kiemelkedő fontosságú szerepet játszott. Főbb szerepei:
- Heléna (Shakespeare: Minden jó, ha a vége jó)
- Marianna (Goldoni: Különös történet)
- Vilma (Kisfaludy Károly: Csalódások)
- Kati (Molière: Dandin György)
- Sára (Goldoni: Két szék közt a pad alatt)
- Tóthné (Mikszáth Kálmán: A Noszty fiú esete Tóth Marival)

1988-ban megrendezte a Csizmás kandúrt. Kilenc önálló estet rendezett, írt és játszott.